# Mats Jonson (läkare)
Mats Gustav Jonson, född 11 november 1923 i Fredriksberg, Kopparbergs län, död 23 april 2013 i Halmstad, var en svensk läkare. 
Jonson, som var son till snickare Harald Jonson och Karin Vilhelmsson, avlade studentexamen i Malmö 1944, blev medicine kandidat vid Karolinska Institutet 1947 och medicine licentiat där 1953. Han var underläkare vid röntgen- och kirurgiska avdelningarna på Hudiksvalls lasarett 1954–1956, vid röntgenavdelningen på Serafimerlasarettet 1956–1960, tillförordnad underläkare på Radiumhemmet 1959, underläkare på Sankt Görans sjukhus 1961, blev biträdande överläkare vid röntgenavdelningen Halmstads lasarett 1962 och var överläkare där sedan 1973.